# Luca da Montalcino
Luca da Montalcino (Montalcino, seconda metà del XV secolo – Lucca (?), prima metà del XVI secolo) è stato un pittore italiano, esponente del rinascimento lucchese.

## Biografia
Benché la presenza a Lucca sia attestata da più documenti, non si è al momento in possesso di nessuna notizia biografica certa.
È comprovata la collaborazione, almeno in un'occasione, con il pittore lucchese Vincenzo Frediani.
All'artista è attribuita, seppure non unanimemente, una pala che raffigura l'episodio evangelico della Visitazione di Maria alla cugina Elisabetta, sicuramente databile dopo il 1484 per la presenza nel dipinto del Tempietto del Volto Santo realizzato da Matteo Civitali tra il 1482 e il 1484.

## Opere
- Visitazione di Maria ad Elisabetta (1484 circa), Lucca, Museo nazionale di Villa Guinigi

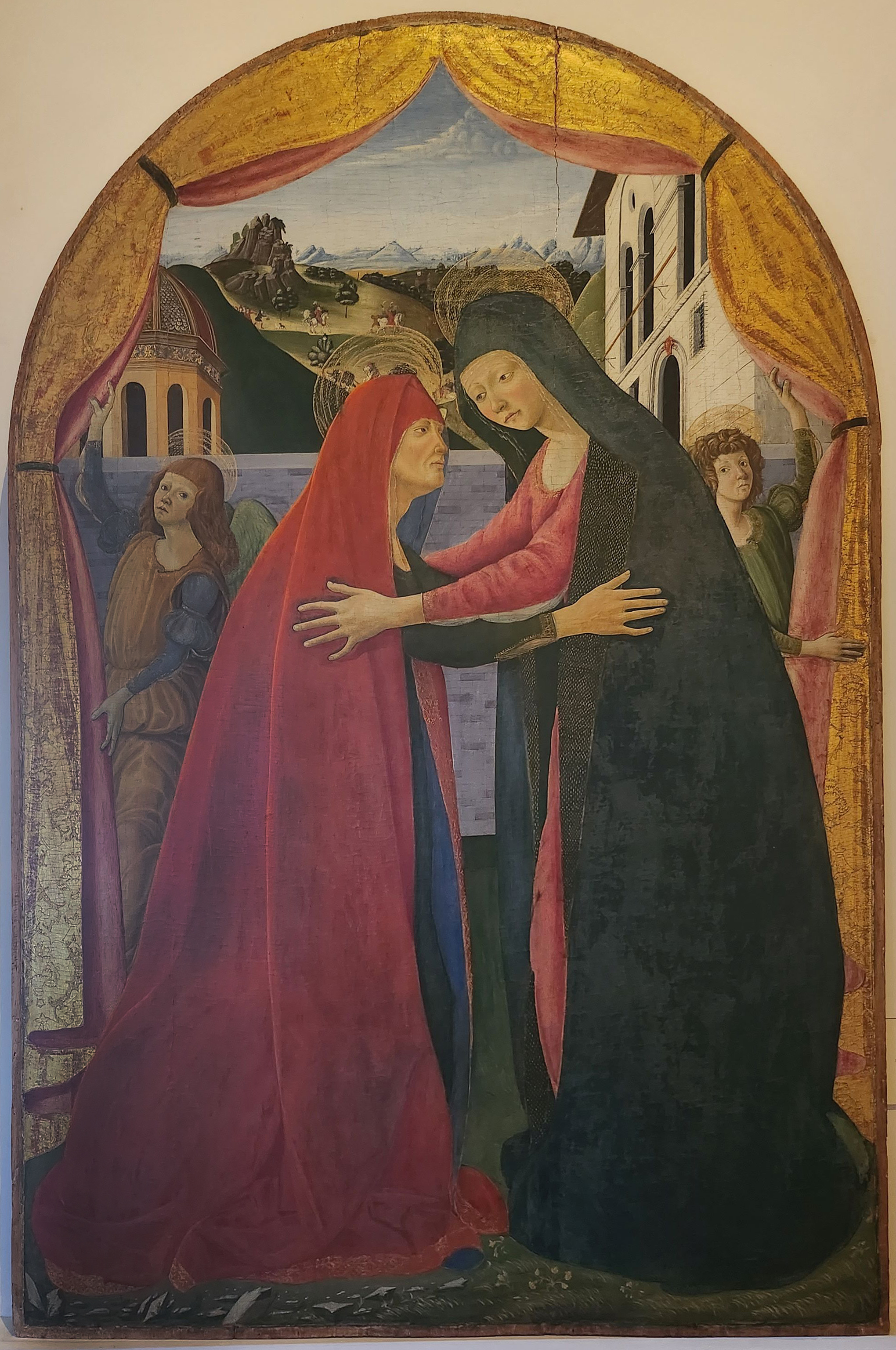
Visitazione di Maria ad Elisabetta, Museo Nazionale di Villa Guinigi, Lucca